# 조마루로
조마루로는 경기도 부천시 원미구 원미동에서부터 웅진플레이도시를 잇는 경기도의 부천 지역의 길(도로)이다.

## 이름 유래
이 도로가 시작되는 조마루삼거리 일대는 옛날부터 '조마루'라는 이름의 마을이 있어 이러한 이름이 붙게 되었다. '조마루'라는 이름에 대해서는 여러 가지 설이 있는데 하나는 이 마을에 처음 정착한 사람의 성씨가 창녕 조씨(昌寧曺氏)였기 때문에 조씨가 종가를 이룬 마을이라 해서 조종리(曹宗里)로 불리다가 시기 불명에 아침 조(朝)로 한자가 바뀌었고 이 한자를 풀어서 조마루라고 불리게 되었다는 설, 1970년대 초반만 해도 '조마루'는 100호가 넘는 큰 마을이었는데 '조마루'에서 '마루'는 으뜸, 꼭대기, 높은 것을 뜻하므로 한자로는 종(宗)을 사용했고, 조(朝)는 아침의 의미 말고도 '크다'의 의미인 왕(王)·대(大)·모(母)로도 쓰였기 때문에 조종리(朝宗里)가 해뜨는 언덕에 있는 것이 아니므로 '크다'의 의미로 쓰인 것으로 해석하여 '큰마을'이라는 설, 농경사회에 가장 먼저 수확된 곡식이 '조'였고, '마루'는 언덕 위의 평야를 뜻하므로 조마루는 '조가 많이 심어져 있는 언덕 위의 평야'로 해석한다는 설이 있다. 2011년 7월 29일 도로명주소 고시에는 마지막 설의 의미를 이용해 명칭을 부여하였다.

## 특징
도로는 1970년대에 조마루삼거리부터 원미고등학교근처 지명인 '벌말'까지 도로가 놓여 있었으며, 이후 1990년대에 중동 지역에 신도시를 개발하면서 도로가 송내대로(과거 중동대로)까지 연장되었고, 2000년대에 상동 지역에 대규모 아파트단지가 들어서면서 지금은 부천시와 인천광역시 부평구 경계에 위치한 수변로까지 연장되었다. 원래 조마루로는 처음 개설된 벌말부터 조마루삼거리까지 도로만을 칭했고 조마루길이라고 불렸으며, 벌말~중·상동 구간은 중앙공원길이라고 불렸으나, 2011년 7월 29일부터 실시된 도로명새주소 안내를 위한 도로명 정비로 조마루로라는 명칭으로 통일되었다. 전 구간 왕복 4차선 도로로 구성되어 있으며 통행량은 그리 많지 않다. 원래 조마루로 구간인 조마루사거리에서 조마루삼거리 구간은 시내버스가 운행하지 않았으나 2005년 이후 부일교통에서 버스 노선을 개설하여 운행하고 있다. 여러 번의 노선 조정 끝에 지금은 56번 버스가 이 구간을 운행한다.
또한 이 도로변에는 이 곳의 지명을 딴 '조마루 감자탕'이라는 음식을 판매하는 식당의 본점이 위치하고 있다.

## 경유지
조마루삼거리 - 조마루사거리 - 중앙교차로 - 심원초교사거리 - 신흥고가사거리 - 번영사거리 - 계남초교앞 - 중앙공원사거리 - 부명사거리 - 화목사거리 - 상일사거리 - 건강사거리 - 웅진플레이도시

## 주요 건물 및 시설
- 심곡 우림필유 에듀파크
- 원미고등학교
- 중동 두산위브더스테이트
- 신영증권 빌딩
- 계남중학교 (경기도 부천시 원미구 조마루로 274)
- 계남초등학교 (경기도 부천시 원미구 조마루로 255)
- 중1동주민센터 (경기도 부천시 원미구 조마루로 250)
- 부천중앙공원
- 부명초등학교 (경기도 부천시 원미구 조마루로 200)
- 부명중학교 (경기도 부천시 원미구 조마루로 182)
- 순천향대학교 부천병원 (경기도 부천시 원미구 조마루로 170)
- 부명고등학교
- 경기국제통상고등학교
- 상2동주민센터 (경기도 부천시 원미구 조마루로 95)
- 상일중학교 (경기도 부천시 원미구 조마루로 69)
- 상일초등학교 (경기도 부천시 원미구 조마루로 57)
- 상동호수공원 (경기도 부천시 원미구 조마루로 15)
- 웅진플레이도시 (경기도 부천시 원미구 조마루로 2)